# CD Guadalajara (Spanyolország)
A CD Guadalajara, teljes nevén Club Deportivo Guadalajara egy spanyol labdarúgócsapat. A klubot 1947-ben alapították, jelenleg a másodosztályban szerepel.

## Története
A klubot 1947-ben alapították, első mérkőzését a Real Ávila CF ellen játszotta. A mérkőzés egygólos győzelemmel zárult.
Története legnagyobb részét eddig a negyedosztályban vagy annál lejjebb töltötte, a Segunda B-be 2007-ben jutott fel, miután a rájátszás során legyőzte a Las Palmas B-t. 2011-től története során először szerepelhet a másodosztályban.

## Statisztika
| Szezon  | Osztály    | Poz. | Copa del Rey |
| ------- | ---------- | ---- | ------------ |
| 1947/48 | Regionális | —    |              |
| 1948/49 | Regionális | —    |              |
| 1949/50 | 3ª         | 8.   |              |
| 1950/51 | 3ª         | 2.   |              |
| 1951/52 | 3ª         | 12.  |              |
| 1952/53 | 3ª         | 11.  |              |
| 1953/54 | 3ª         | 14.  |              |
| 1954/55 | 3ª         | 10.  |              |
| 1955/56 | 3ª         | 6.   |              |
| 1956/57 | 3ª         | 7.   |              |
| 1957/58 | 3ª         | 9.   |              |
| 1958/59 | 3ª         | 10.  |              |
| 1959/60 | 3ª         | 13.  |              |
| 1960/61 | 3ª         | 13.  |              |
| 1961/62 | 3ª         | 14.  |              |
| 1962/63 | Regionális | —    |              |
| 1963/64 | 3ª         | 10.  |              |

| Szezon      | Osztály    | Poz. | Copa del Rey |
| ----------- | ---------- | ---- | ------------ |
| 1964/65     | 3ª         | 8.   |              |
| 1965/66     | Regionális | —    |              |
| 1966/67     | Regionális | —    |              |
| 1967/68     | 3ª         | 15.  |              |
| 1968-69-től | Regionális | —    |              |
| 1972-73-ig  | Regionális | —    |              |
| 1973/74     | 3ª         | 8.   |              |
| 1974/75     | 3ª         | 19.  |              |
| 1975/76     | Regionális | —    |              |
| 1976/77     | 3ª         | 18.  |              |
| 1977/78     | 3ª         | 20.  |              |
| 1978/79     | Regionális | —    |              |
| 1979/80     | Regionális | —    |              |
| 1980/81     | 3ª         | 16.  |              |
| 1981/82     | 3ª         | 20.  |              |
| 1982/83     | Regionális | —    |              |
| 1983/84     | 3ª         | 12.  |              |

| Szezon  | Osztály | Poz. | Copa del Rey |
| ------- | ------- | ---- | ------------ |
| 1984/85 | 3ª      | 6.   |              |
| 1985/86 | 3ª      | 12.  |              |
| 1986/87 | 3ª      | 20.  |              |
| 1987/88 | 3ª      | 14.  |              |
| 1988/89 | 3ª      | 4.   |              |
| 1989/90 | 3ª      | 6.   |              |
| 1990/91 | 3ª      | 2.   |              |
| 1991/92 | 3ª      | 6.   |              |
| 1992/93 | 3ª      | 14.  |              |
| 1993/94 | 3ª      | 11.  |              |
| 1994/95 | 3ª      | 11.  |              |
| 1995/96 | 3ª      | 9.   |              |
| 1996/97 | 3ª      | 6.   |              |
| 1997/98 | 3ª      | 4.   |              |

| Szezon  | Osztály | Poz. | Copa del Rey |
| ------- | ------- | ---- | ------------ |
| 1998/99 | 3ª      | 2.   |              |
| 1999/00 | 3ª      | 9.   |              |
| 2000/01 | 3ª      | 5.   |              |
| 2001/02 | 3ª      | 11.  |              |
| 2002/03 | 3ª      | 3.   |              |
| 2003/04 | 3ª      | 5.   |              |
| 2004/05 | 3ª      | 8.   |              |
| 2005/06 | 3ª      | 2.   |              |
| 2006/07 | 3ª      | 2.   |              |
| 2007/08 | 2ªB     | 8.   |              |
| 2008/09 | 2ªB     | 9.   |              |
| 2009/10 | 2ªB     | 3.   |              |
| 2010/11 | 2ªB     | 2.   | 2. kör       |
| 2011/12 | 2ª      | —    |              |

## Külső hivatkozások
- Hivatalos weboldal (spanyolul)
- Futbolme (spanyolul)